# Linha Arbatsko-Pokrovskaia (metro de Moscovo)

Linha Arbatsko-Pokrovskaia

A linha Arbatsko-Pokrovskaia (em russo:  Арбатско-Покровская), por vezes referida como linha 3, é uma das linhas do metro de Moscovo, na Rússia.
Foi inaugurada em 13 de março de 1938 (86 anos) e circula entre as estações de Shchiolkovskaia e Mitino. Tem ao todo 22 estações.